# Il colpevole - The Guilty
Il colpevole - The Guilty (Den skyldige) è un film del 2018 diretto da Gustav Möller, al suo debutto come regista. L'opera si svolge interamente all'interno di un centralino costituito da due stanze e un corridoio: il protagonista entra in contatto con gli altri personaggi quasi esclusivamente per via telefonica. La commissione preposta ha selezionato questo film come candidato danese per l'Oscar al miglior film in lingua straniera nel 2019.

## Trama
Asger Holm è un agente di polizia che si è messo nei guai e per questo è stato confinato a rispondere al numero d'emergenza insieme a colleghi più anziani. Vive questo lavoro con insofferenza e agitazione, anche perché l'indomani lo aspetta il processo che deciderà della sua carriera. Per questo motivo Asger tratta con sufficienza e scarsa empatia la maggior parte di chi telefona e si intrattiene addirittura in conversazioni private sul luogo di lavoro, mettendosi in contatto con vecchi colleghi e rispondendo in malo modo ad una giornalista che vorrebbe intervistarlo.
Ad un certo punto riceve una telefonata in codice da una donna, che sta facendo finta di parlare con sua figlia per mascherare la telefonata al suo rapitore: Asger prende molto a cuore il caso e cerca di fare di tutto per coordinare le azioni dei poliziotti sul campo da quella sala, andando anche contro alcune regole ed entrando addirittura in confidenza con Iben, la donna rapita.
Dopo aver parlato con Mathilde, figlia di 6 anni di Iben, ed aver mandato alcuni poliziotti dalla bambina, Asger si convince che Michael (l'ex marito di Iben) abbia dapprima ucciso il figlio neonato Oliver, aprendolo in due con un coltello, e poi abbia caricato a forza la moglie sulla macchina con intenti uxoricidi. Colto da un forte senso di impotenza, Asger continua a telefonare a Iben di nascosto ed a fare di tutto per coordinare le indagini in maniera non ufficiale, coinvolgendo anche il collega che il giorno dopo dovrebbe fare da testimone al suo processo. Ritiratosi in un'altra stanza per poter gestire la situazione in autonomia e continuare a lavorare anche fuori dal suo turno, Asger continua a parlare a telefono con Iben, con i suoi collaboratori e addirittura con il marito Michael, che nel frattempo si è scoperto avere anche dei precedenti.
Dopo aver fornito a Iben un piano per poter scappare dal marito, Asger inizia a notare che non tutto quello che la donna afferma ha un senso. Grazie anche alle indagini del suo collega, Asger scopre di aver fatto un grosso errore di valutazione: in realtà Iben è impazzita da tempo ed è stata lei ad uccidere il bambino, in quanto pensava che il suo continuo pianto fosse dovuto al fatto che avesse dei "serpenti nella pancia": il suo ex marito stava solo cercando di portarla in un ospedale psichiatrico così che venisse ricoverata e non incriminata. Alla fine Asger riesce a distogliere Iben dal togliersi la vita, facendo sì che la polizia la possa arrestare.
Grazie a questa vicenda l'uomo capisce quanto è importante prendersi le responsabilità delle proprie azioni: per questo motivo il film lascia intendere che decida di ammettere le sue colpe nel processo per eccesso di legittima difesa che lo attende, anche se ciò significa rinunciare per sempre all'essere un poliziotto.

## Produzione
Möller ha affermato che il primissimo spunto da cui ha tratto l'ispirazione per la creazione del film è stato un video visionato su YouTube in cui una donna rapita riusciva a contattare la polizia mentre sedeva accanto al suo rapitore. Un'altra fonte d'ispirazione citata è il podcast Serial della giornalista Sarah Koening, che tratta di un omicidio avvenuto nel Maryland: il regista afferma che questa produzione gli ha permesso di comprendere quali sono i vari ruoli delle persone coinvolte ogni volta che qualcuno contatta il pronto intervento. Il resto del concept è stato elaborato grazie a ricerche condotte da Möller e dal suo co-sceneggiatore Emil Nygaard Albertsen.
Grazie all'idea di svolgere l'intera trama in un solo ambiente, il film è costato soli 500.000 euro: un budget decisamente contenuto per un'opera cinematografica. Ciò ha tuttavia comportato delle difficoltà a livello narrativo: gli sceneggiatori hanno dunque diviso la struttura narrativa in 13 segmenti, cambiando strumentazioni e approccio per ciascuno di essi. Le riprese sono durate soli 13 giorni, mentre la post-produzione è durata 8 settimane.

## Accoglienza

### Incassi
Il film ha incassato 8,1 milioni di dollari al botteghino.

### Critica
Secondo la piattaforma Rotten Tomatoes, il film ha ricevuto il 97% dell'apprezzamento della critica professionista e un voto di 7,94 su 10 sulla base di 118 recensioni. Su Metacritic ha invece ottenuto 83 punti su 100 sulla base di 23 recensioni.

## Riconoscimenti
- 2018 - Sundance Film Festival
  - Audience Award: World Cinema Dramatic
- 2018 - Camerimage
  - Miglior regia d'esordio
- 2018 - Seattle International Film Festival
  - Miglior regista a Gustav Möller
- 2018 - National Board of Review[8]
  - Migliori film stranieri
- 2018 - Torino Film Festival[9]
  - Miglior attore a Jakob Cedergren
  - Miglior sceneggiatura a Emil Nygaard Albertsen e Gustav Möller
- 2019 - Satellite Award[10]
  - Candidatura per il miglior film straniero

## Remake
Nel 2018 è stato annunciato che Nine Stories e Jake Gyllenhaal hanno acquistato i diritti per la creazione un remake hollywoodiano del film, con Gyllenhaal nelle vesti del protagonista..Nel 2020 è stato annunciato che il film sarebbe stato diretto da Antoine Fuqua e sceneggiato da Nic Pizzolato e che le riprese si sarebbero svolte a Los Angeles nel novembre dello stesso anno. Nel settembre 2020 è stato infine annunciato che Netflix ha acquistato i diritti per la distribuzione del film, pagandoli 30 milioni di dollari.